# R-14 추소바야
R-14는 소련의 IRBM이다. 나토명 SS-5 스킨이다.

## 역사
1959년 시험발사를 시작했다. 1962년부터 1985년까지 실전배치되었다.
2단 액체연료 R-14는 점차 2단 고체연료 RSD-10 파이오니어로 대체되었다.

## 쿠바 미사일 위기

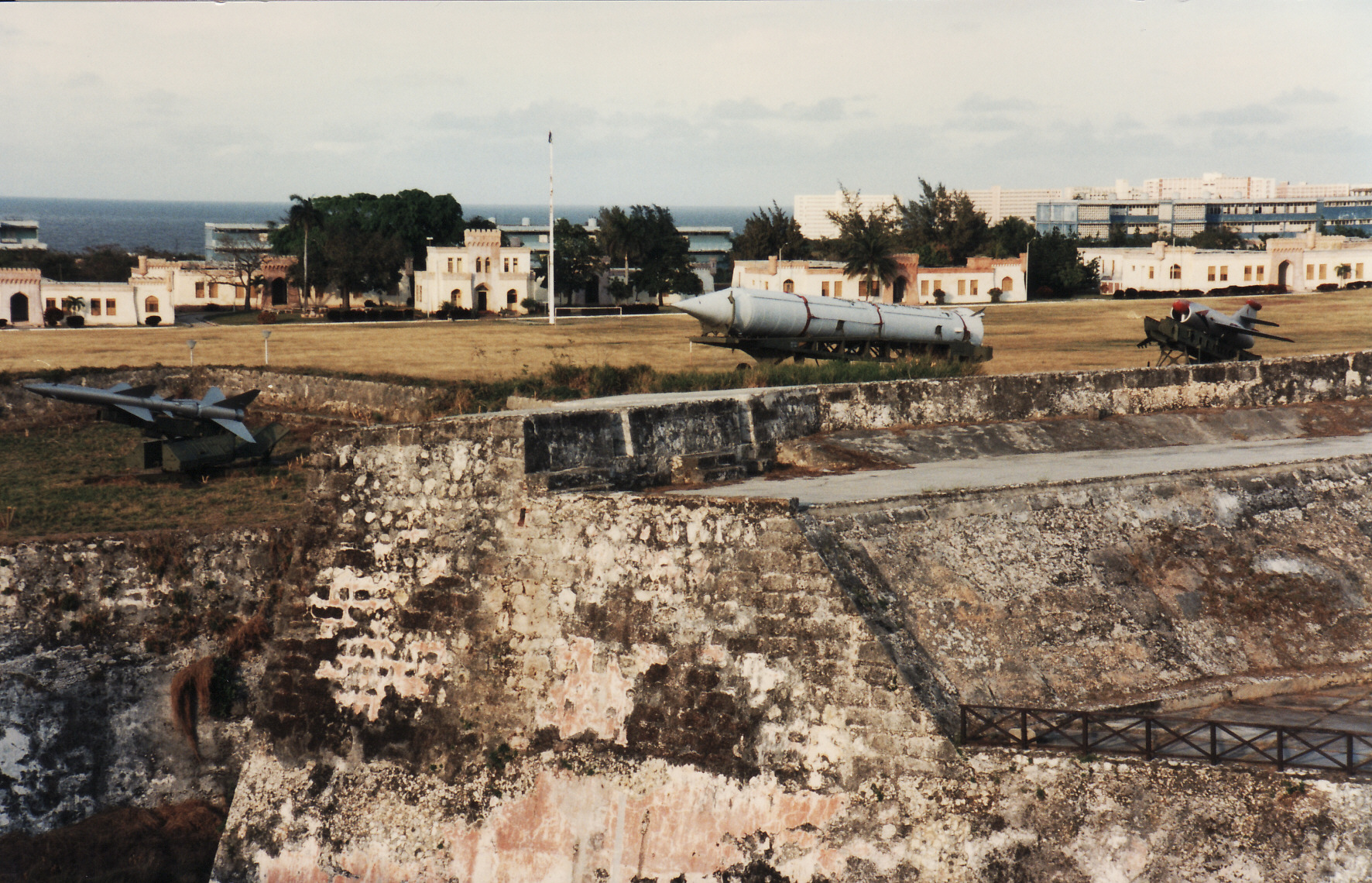
1997년 쿠바 수도 아바나의 R-14

1962년 9월 8일 첫번째 R-12 MRBM이 쿠바에 도착했다. 9월 16일 2차분이 도착했다. 사거리 2,000 km, 1단 저장성 액체 추진제 MRBM으로 트럭에서 발사된다. 소련은 6개의 R-12 미사일 발사대를 건설했다. 그리고 3개의 R-14 IRBM 발사대도 건설했다. 사거리 4,500 km이다.

## 엔진
RD-215 엔진은 UDMH 연료와 AK-27I(질산) 산화제를 사용한다. 진공추력 88톤, 해면추력 75톤이며, 2개의 엔진을 묶은 것이다. 즉, 한개의 노즐은 진공추력 44톤이다. 이러한 RD-215 엔진을 다시 2개 묶은 것이 RD-216 엔진이며, 이를 R-14 IRBM의 1단으로 사용한다. 즉, 진공추력 44톤 노즐이 4개로 총추력 170톤이다.
R-14 추소바야 (나토명 SS-5 스킨) IRBM은 북한의 대포동 2호와 닮았는데, 1단 엔진 노즐이 4개인 점, 무게가 86.3 톤으로, 대포동 2호는 80톤에서 90톤 정도였으며, 2012년 4월 3차발사에서 북한은 외국 기자들을 초청하여, 무게 92톤이라고 밝혔다. 그리고 UDMH 연료를 사용하는 점, 1단 총추력이 비슷하며, 직경이 2.4 m로 똑같다.
소련이 가장 일반적으로 많이 사용한 질산 산화제가 AK-27I이다. 대포동 2호를 서해 쪽으로 발사해서, 한국 해군이 엔진을 수거해 연료 분석을 했더니, 적연질산을 사용하는 것으로 밝혀졌다. 즉, 연료와 산화제가 모두 같거나 비슷하다는 의미이다.

## 코스모스
R-14 IRBM을 개조해서 코스모스 1호 우주 로켓을 발사했다. 코스모스 로켓 계열은 1961년 10월 27일 최초 발사한 이래, 여러 가지 버전의 업그레이드를 하면서, 49년 동안 수백회의 인공위성 발사에 사용했으며, 2010년 4월 27일 마지막 발사를 하며 퇴역했다.

## 북한
북한의 은하 3호와 비슷하다.
- R-14,  소련, 무게 90톤 미만, 직경 2.4 m, 2단 액체연료, 1단 추력 150톤
- 코스모스-3M,  소련, 무게 109톤, 직경 2.4 m, 2단 액체연료, 1단 추력 150톤
- 은하 3호,  조선민주주의인민공화국, 무게 90톤 미만, 직경 2.4 m, 2단 액체연료, 1단 추력 150톤
- 시모르그 로켓,  이란, 무게 90톤 미만, 직경 2.4 m, 2단 액체연료, 1단 추력 150톤

은하 3호는 이란에 수출되어 시모르그 로켓이 되었다. 은하 3호를 서해에서 수거한 한국은, 분석을 통해, 1단 엔진이 적연질산을 사용한다는 것을 알아내었다. R-14도 1단 엔진에 적연질산을 사용한다. 은하 3호의 1단 총추력은 80톤 정도로 추정되었지만, 최근 시모르그 로켓의 1단 총추력이 150톤이며, 4개의 엔진으로 구성된다고 알려졌는데, R-14도 1단이 4개의 엔진에 총추력 150-170톤 정도로 동일하다.
R-14는 우주로켓으로 개조되어 코스모스 1호를 개발했다. 코스모스 2호, 코스모스 3호, 코스모스-3M는 거의 코스모스 1호와 거의 비슷하다.
러시아는 코스모스-3M를 대체하기 위해 안가라 1.1을 개발했으며, 2009년, 2010년, 2013년 3회 발사된 한국의 나로호가 안가라 1.1로 알려져 있다. 러시아는 안가라 1.1 시험발사를 취소하고, 바로 안가라-1.2pp를 2014년에 시험발사했다.
그런데, 러시아 코스모스-3M와 동일한 제원의 은하 3호가 2012년 2회 발사되었다. 러시아가 한국과 북한에 동일한 로켓군을 동시에 판매한 것으로 추정된다.
- 2009년,  대한민국, 코스모스-3M의 대체형 나로호 1차 시험발사
- 2010년,  대한민국, 코스모스-3M의 대체형 나로호 2차 시험발사
- 2012년,  조선민주주의인민공화국, 코스모스-3M의 카피인 은하 3호 1차 시험발사
- 2012년,  조선민주주의인민공화국, 코스모스-3M의 카피인 은하 3호 2차 시험발사
- 2013년,  대한민국, 코스모스-3M의 대체형 나로호 3차 시험발사
- 2014년,  러시아, 코스모스-3M의 대체형 나로호의 개량형 안가라-1.2pp 1차 시험발사
- 2016년,  이란, 은하 3호의 카피인 시모르그 로켓 1차 시험발사
- 2017년,  이란, 은하 3호의 카피인 시모르그 로켓 2차 시험발사

## 같이 보기
- 미사일 목록
- SS-4
- DF-26
- 아그니 4